# Uprowadzenia dzieci podczas rosyjskiej inwazji na Ukrainę
Uprowadzenia dzieci podczas rosyjskiej inwazji na Ukrainę – porwania i wywóz dzieci z terytorium Ukrainy do Rosji podczas inwazji tego kraju na Ukrainę, trwającej od 24 lutego 2022.

## Szczegóły
Ukraińcy w pierwszej fazie inwazji alarmowali, że okupanci wywożą dzieci z sierocińców w głąb Rosji. Według Ludmyły Denisowej deportacje zaczęły się na terenach okupowanych jeszcze przed 24 lutego. Następnie informowano, że urzędnicy w Rosji nadają im później rosyjskie obywatelstwo, a także organizują proceder nielegalnych adopcji do rosyjskich rodzin, mając na celu poważnie utrudnić lub uniemożliwić powrót dzieci do rodziców i ojczyzny. Postępowanie w tej sprawie prowadzi lub chce przeprowadzić kilka międzynarodowych organizacji i instytucji, w tym Niezależna Międzynarodowa Komisja Śledcza, powołana przez ONZ, OBWE, Międzynarodowy Trybunał Karny czy Amnesty International. Kampanię na rzecz odnalezienia i sprowadzenia z powrotem do kraju zaginionych ukraińskich dzieci prowadzi Missing Children Europe. Śledztwo prowadzi również grupa dziennikarzy z różnych mediów, takich jak The Observer czy Al-Dżazira. Organizacja Narodów Zjednoczonych stwierdziła, że uprowadzenia te stanowią zbrodnię wojenną. W podobnym tonie wypowiedział się amerykański Departament Stanu, oraz przewodnicząca Komisji Europejskiej Ursula von der Leyen. W rezultacie oświadczenia ONZ, MTK wydał w 2023 roku nakazy aresztowania wobec odpowiednio: prezydenta Federacji Rosyjskiej Władimira Putina (który wyraźnie popierał nielegalne adopcje, na przykład poprzez uchwalanie przepisów ułatwiających ich przeprowadzanie) oraz rosyjskiej komisarz ds. praw dziecka Mariji Lwowej-Biełowej. Zgodnie z prawem międzynarodowym, w tym Konwencją o ludobójstwie z 1948 roku, takie postępowania noszą znamiona ludobójstwa, jeśli czyny te zostały dokonane z zamiarem zniszczenia (eksterminacji) w całości lub w części danego narodu lub grupy etnicznej. Podobny pogląd podziela ukraińska rzeczniczka praw dziecka Daria Herasymczuk.
Ukraińskie dzieci są uprowadzane w następstwie aresztowań ich rodziców przez władze okupacyjne, zabójstw członków ich rodzin podczas inwazji lub po odebraniu ich rodzicom w strefie działań wojennych. Dzieci wywożone są także z ukraińskich instytucji państwowych oraz poprzez ich wyjazdy na tzw. „kolonie letnie” organizowane na terytorium Rosji. Porwane dzieci są następnie poddawane rusyfikacji i reedukowane. Wpajana jest im też miejscowa propaganda. Wychowywanie dzieci w strukturze obcego narodu i w obcej kulturze może stanowić akt ludobójstwa, jeśli ma to na celu wymazanie ich tożsamości narodowej. Ukraiński portal „Dzieci wojny” szacuje, że liczba deportowanych dzieci wynosi ponad 700 tysięcy, a francuski dziennik Le Monde podaje, że dzieci przymusowo przesiedlonych do Rosji może być nawet ponad 300 tysięcy.